# Holger Löwenadler
Holger Löwenadler   (Jönköpings Sofia church parish, 1 d'abril de 1904 - parròquia d'Òscar, 18 de juny de 1977) va ser un actor de cinema suec. És conegut per les seves interpretacions a Skepp till India land (1947) d'Ingmar Bergman, Lacombe Lucien (1974) de Louis Malle i Paradistorg (1977) de Gunnel Lindblom.